# Harald Gelhaus
Harald Gelhaus (Göttingen, 24 juli 1915 - Bochum, 2 december 1997), was een Kapitänleutnant in de Kriegsmarine tijdens de Tweede Wereldoorlog. Hij had met de U 107 in 6 patrouilletochten 19 schepen tot zinken gebracht voor een totaal van 100.373 BRT.

## Persoonlijke informatie
Harald Gelhaus werd geboren op 24 juli 1915 in Göttingen in de Duitse provincie Hannover. Hij begon zijn carrière bij de Kriegsmarine in april 1935. Vervolgens diende hij op de lichte kruiser Karlsruhe en op het slagschip Gneisenau. In oktober 1939 werd hij overgeplaatst naar de U-bootstrijdmacht. Zijn eerste drie patrouilles waren op de U 103 onder bevel van Korvkpt. Victor Schütze. Harald Gelhaus verliet de boot in maart 1941 en nam het commando over van de Type IIB boot, de U 143 waarmee hij geen oorlogspatrouilles uitvoerde. Na vier patrouilles werd hij commandant van de U 107, de reeds beroemde U-boot van Korvkpt. Günter Hessler. Op de komende zes oorlogspatrouilles liet hij 19 schepen tot zinken brengen voor een totaal van iets meer dan 100.000 ton. 
In juni 1943 werd hij staflid van het OKM, het Hoge Commando van de Duitse Kriegsmarine. Begin februari 1944 was hij een opleidingsofficier bij de 22. Unterseebootsflottille en 27. Unterseebootsflottille. De laatste maanden van de oorlog had hij doorgebracht in functie als Opper-personeelsoverste, en op het laatst van de oorlog in functie bij de Dienst Scheepsbouwkunde, bij het Opper-Commando-Noord. Na de oorlog heeft hij drie maanden in geallieerde krijgsgevangenschap doorgebracht. Harald Gelhaus stierf op 82-jarige leeftijd op 2 december 1997.

## Successen
- 19 schepen tot zinken gebracht voor een totaal van 100.373 BRT
- 1 schip beschadigd voor een totaal van 10.068 BRT

| Datum            | U-boot | Naam                  | Nationaliteit       | Tonnage | Lot        |
| ---------------- | ------ | --------------------- | ------------------- | ------- | ---------- |
| 23 augustus 1941 | U-143  | Inger                 | Noorwegen           | 1,409   | Gezonken   |
| 31 januari 1942  | U-107  | San Arcadio           | Verenigd Koninkrijk | 7,419   | Gezonken   |
| 6 februari 1942  | U-107  | Major Wheeler         | Verenigde Staten    | 3,431   | Gezonken   |
| 21 februari 1942 | U-107  | Egda                  | Noorwegen           | 10,068  | Beschadigd |
| 29 mei 1942      | U-107  | Western Head          | Verenigd Koninkrijk | 2,599   | Gezonken   |
| 1 juni 1942      | U-107  | Bushranger            | Panama              | 4,536   | Gezonken   |
| 7 juni 1942      | U-107  | Castilla              | Honduras            | 3,910   | Gezonken   |
| 8 juni 1942      | U-107  | Suwied                | Verenigde Staten    | 3,249   | Gezonken   |
| 10 juni 1942     | U-107  | Merrimack             | Verenigde Staten    | 2,606   | Gezonken   |
| 19 juni 1942     | U-107  | Cheerio               | Verenigde Staten    | 35      | Gezonken   |
| 26 juni 1942     | U-107  | Jagersfontein         | Nederland           | 10,083  | Gezonken   |
| 3 september 1942 | U-107  | Hollinside            | Verenigd Koninkrijk | 4,172   | Gezonken   |
| 3 september 1942 | U-107  | Penrose               | Verenigd Koninkrijk | 4,393   | Gezonken   |
| 7 oktober 1942   | U-107  | Andalucia Star        | Verenigd Koninkrijk | 14,943  | Gezonken   |
| 22 februari 1943 | U-107  | Roxborough Castle     | Verenigd Koninkrijk | 7,801   | Gezonken   |
| 13 maart 1943    | U-107  | Oporto                | Verenigd Koninkrijk | 2,352   | Gezonken   |
| 13 maart 1943    | U-107  | Marcella              | Verenigd Koninkrijk | 4,592   | Gezonken   |
| 13 maart 1943    | U-107  | Sembilangan           | Nederland           | 4,990   | Gezonken   |
| 13 maart 1943    | U-107  | SS Clan Alpine (1918) | Verenigd Koninkrijk | 5,442   | Gezonken   |
| 1 mei 1943       | U-107  | Port Victor           | Verenigd Koninkrijk | 12,411  | Gezonken   |

## Militaire loopbaan
- Seekadett: 1935[2][1]
- Obermatrose: 1935[2]
- Oberstabsmatrose: 1936[2]
- Offiziersanwärter: 5 april 1935[3][1]
- Fähnrich zur See: 1 juli 1936[2][1]
- Oberfähnrich zur See: 1 januari 1938[2][1]
- Leutnant zur See: 1 april 1938[2][1]
- Oberleutnant Zur See: 1 oktober 1939[2][1]
- Kapitänleutnant: 1 april 1942[2][1]

## Decoraties
- Ridderkruis van het IJzeren Kruis op 26 maart 1943 als Kapitänleutnant en Commandant van de U-107[4][2][1]
- IJzeren Kruis 1939, 1e Klasse (24 februari 1941) en 2e Klasse (31 oktober 1940)[5][2][1]
- Onderzeebootoorlogsinsigne op 31 december 1940[5][2][1]
- Onderzeebootfrontgesp in brons op 1 oktober 1944[5][2][1]
- Kruis voor Oorlogsverdienste, 2e Klasse met Zwaarden op 1 september 1944[2][1]
- Dienstonderscheiding van Leger en Marine voor (4 dienstjaren) op 5 april 1939[6][2][1]

## U-bootcommando
- U 143: 31 maart 1941 - 30 April 1941:	Geen oorlogspatrouilles
- U 107: 1 december 1941 - 6 Juni 1943: 7 patrouilles (348 dagen)